# تپه اطراف شهر سوخته ۳۲۴
تپه اطراف شهر سوخته شماره ۳۲۴ در شهرستان زابل، بخش شیب اب، دهستان لوتک، روستای حومه شهر سوخته، ۲۲/۵۸۰ کیلومتری جنوب غرب پایگاه باستان‌شناسی شهر سوخته واقع شده و این اثر در تاریخ ۲۸ اسفند ۱۳۸۵ با شمارهٔ ثبت ۱۸۹۵۷ به‌عنوان یکی از آثار ملی ایران به ثبت رسیده است.